# Orlov (óblast de Kírov)
Orlov (del ruso: Орлов) es una localidad del óblast de Kírov, en Rusia, centro administrativo del rayón homónimo. La localidad está situada sobre la orilla derecha del río Viatka (afluente del Kama), a 77 km  al sur de Kírov. Contaba con 7.654 habitantes en 2009.

## Historia
Entre 1923 y 1992, la ciudad se llamó Jalturin en homenaje al revolucionario ruso Stepán Jalturin, miembro de la sociedad Naródnaya Volia que intentó asesinar al zar Alejandro II, nacido en un pueblo llamado Jalévinskaya (actualmente Vérjniye Zhuravlí), a unos 3 km de Orlov.

## Demografía
| 1897  | 1939  | 1959  | 1970   | 1979   | 1989   | 1992   | 2002  | 2007  |
| ----- | ----- | ----- | ------ | ------ | ------ | ------ | ----- | ----- |
| 3 300 | 7 300 | 9 200 | 10 600 | 10 700 | 10 300 | 10 600 | 8 596 | 7 900 |